# Retort

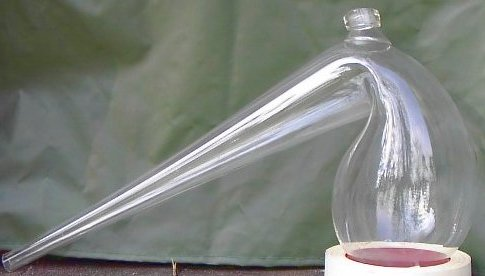
Antik laboratorieretort

En retort var traditionellt en mycket enkel destilleringsapparat som användes förr i tiden.[när?] Den består av en sfärisk kolv med en lång nedåtböjd hals. Den vätska som ska destilleras placeras först i kolven och värms där upp. Den del av vätskan som förångas rör sig upp till halsen och kondenserar på dess svala insida. Eftersom halsen är nedåtböjd, rinner den kondenserade vätskan inte tillbaka i kolven utan ut genom mynningen, där den kan samlas upp. Numera kan även hemmalabbet utrustas med vattenkyld destillationskolonn.
Retorter användes industriellt vid torrdestillation av stenkol för att producera stadsgas i gasverk. Som biprodukt fick man koks och stenkolstjära. Än idag förekommer retorter som produktionskärl i vissa tillämpningar, till exempel vid framställning av träkol eller till pyrolytisk behandling av oljeskiffer. De blir då oftast inrättade som serier av stålbehållare, invändigt beklädda med eldfast material.